# فرانک پاشک
فرانک پاشک (آلمانی: Frank Paschek؛ زادهٔ ۲۵ ژوئن ۱۹۵۶) ورزشکار پرش طول اهل آلمان بود.
وی در مسابقات کشوری و بین‌المللی در مجموع برندهٔ ۱ مدال نقره شده‌است.